# Walter Kaufmann (fisico)
Walter Kaufmann (Elberfeld, 5 giugno 1871 – Freiburg im Breisgau, 1º gennaio 1947) è stato un fisico tedesco.
È principalmente noto per la prima prova sperimentale, da lui condotta, sulla dipendenza della massa dalla velocità, che fu un importante contributo alla fisica dell'inizio del XX secolo.

## Biografia
Nel 1890/91 studiò ingegneria meccanica alle università di Berlino e Monaco, mentre a partire dal 1892 studiò fisica presso le stesse e ottenne il dottorato nel 1894. A partire dal 1896 lavorò come assistente negli istituti di fisica delle università di Berlino e Göttingen. Nel 1899 diventò professore straordinario presso l'università di Bonn e in seguito divenne professore ordinario di fisica sperimentale a Königsberg, dove rimase fino al suo ritiro, avvenuto nel 1935. In seguito lavorò come lettore presso l'università di Friburgo.

## Misura della dipendenza della massa dalla velocità
I suoi primi lavori (1901-1903)
confermarono per la prima volta la dipendenza dalla velocità della massa elettromagnetica dell'elettrone (in seguito chiamata massa relativistica). Comunque, queste misure non erano abbastanza precise da distinguere tra la teoria dell'etere di Lorentz e la teoria di Max Abraham.
Alla fine del 1905 portò a termine esperimenti più accurati.
In questo lavoro Kaufmann fu il primo a discutere la teoria della relatività ristretta di Albert Einstein e concluse che, nonostante la teoria di Einstein sia basata su presupposti completamente differenti, essa è equivalente, dal punto di vista sperimentale, a quella di Lorentz e, inoltre, più logicamente soddisfacente. In effetti questi esperimenti portarono delle prove a favore della teoria di Abraham: per alcuni anni essi fornirono una seria obiezione alle teorie di Lorentz ed Einstein.
D'altra parte, fisici come Bucherer (1908), Neumann (1914) e altri arrivarono a risultati che, a loro parere, confermavano le teorie di Lorentz ed Einstein, contraddicendo quella di Abraham. A posteriori fu notato che gli esperimenti di Kaufmann, Bucherer e Neumann non erano abbastanza sensibili da portare ad evidenti discordanze con le teorie degli uni o dell'altro; la teoria di Abraham non fu provata falsa prima del 1940.